# Christophe Fratin
 (avril 2017).
Christophe Fratin né à Metz (Moselle) le 1er janvier 1801 et mort au Raincy (Seine-et-Oise) le 17 août 1864 est un sculpteur animalier français.

## Biographie

### Les débuts
Christophe Fratin est né à Metz le 1er janvier 1801. Il est le fils d’Henry Fratin, cordonnier et taxidermiste, et de Catherine Moderé, sans profession. Après des études à l’école gratuite de dessin de Metz, il se dit, par goût commun pour les chevaux, élève de Carle Vernet et Théodore Géricault à Paris.
Dès 1831, il expose régulièrement au Salon, excepté en 1832 pour cause d’épidémie de choléra. Durant ces Salons, il côtoie Antoine-Louis Barye qui s’impose successivement avec le Tigre dévorant un Gavial en 1831, et son monumental Lion au serpent de 1833, laissant ainsi, ces deux années-là, Fratin dans l’ombre. Il finit par y rencontrer le succès et l’estime : les critiques sont élogieuses, ses œuvres se vendent bien.

### Les années de succès de 1831 à 1836
Les succès répétés du sculpteur aux Salons de 1834, 1835 et 1836 suscitent l'intérêt de l'aristocratie. Ainsi travaille-t-il au château de Dampierre pour le duc de Luynes, où il réalise notamment les Lions du fronton du bâtiment principal et d'importants travaux de décoration intérieure. Fratin, qui excelle dans la réalisation d'objets décoratifs, fournira quatre petites pièces pour la réalisation d'un surtout de table princier, dont Barye est le principal artisan.
L'audience de Fratin devient rapidement internationale : il part pour l'Angleterre entre 1833 et 1834, probablement à la suite de la vente — ou de la commande — des deux modèles du Salon Lévrier après le forcé et le Dogue à la chaîne. L’acquéreur est un membre du Parlement, lord Powerscourt, qui destinera ces groupes à l’entrée de son château. L’artiste réalise aussi de grands groupes romantiques à Potsdam aux châteaux de Sans-Souci et de Babelsberg où certains sont encore conservés. Pendant toute sa carrière, l’intérêt de la clientèle anglaise ne se démentira pas. Ce travailleur infatigable exportera même ses œuvres jusqu'à Saint-Pétersbourg où elles décoraient le parc de l'empereur de Russie.
Le romantisme transparaît d’une manière évidente dans ses sujets, où le cheval tient une place importante. Les critiques sont nombreuses et souvent élogieuses, elles présentent Fratin comme le « rival redoutable »[réf. nécessaire] de Barye dans la représentation des animaux. Ces mêmes critiques soulignent son ardeur à créer des modèles et sa capacité à fournir des œuvres de grande taille. Les œuvres sont exposées à la Maison Susse qui tenait un magasin passage des Panoramas à Paris, où elles sont alors proposées en plâtre.
C’est réellement en 1835 que démarrent les éditions des bronzes de Fratin, essentiellement fondues dans les ateliers Quesnel. Christophe Fratin fut ainsi l’un des premiers — sinon le premier[réf. nécessaire] — à se lancer dans la sculpture d’édition. Ces bronzes sont réalisés par la technique de la fonte au sable et sont réalisés en dimensions variables.
Ces premières années se déroulent sous le signe du succès. Il obtient des commandes publiques de sa ville natale à laquelle il offre deux Chiens grandeur nature, l'année de son mariage, le 25 juin 1836 avec Marguerite Sophie Pioche, la fille de son professeur de dessin.

### Les premières déconvenues
L’année de la naissance de son fils, Charles-Auguste, le 17 avril 1837, le Salon devient hostile à la jeune génération romantique et la participation de Fratin se réduit à sa Poulinière. Il ne se présente pas l’année suivante et au cours des années 1840, les envois aux Salons sont refusés, en conséquence les commandes commencent à faire défaut. La carrière de l'artiste semble basculer et les difficultés financières, devenir prépondérantes.
Le sculpteur se concentre alors sur les éditions et la réalisation de petits modèles commerciaux. Cette inflexion dans sa carrière est reflétée par le portrait charge de petites dimensions, Fratin par lui-même, où l'humour du sculpteur apparaît. L'artiste, les mains dans les poches, est vêtu de son habit d'atelier et coiffé d'un bonnet. Ses poches grouillent de petits animaux : singes, dogues, épagneuls…

### Les dernières commandes
Durant les années qui suivirent, Fratin peine à obtenir des commandes publiques, telle que la commande des Aigles, soldée le 4 juin 1853, sans destination à l'origine, mais, placée sur l’Esplanade de Metz. Il sollicite l'achat de son groupe Cheval terrassé par un tigre déposé au jardin d'hiver[Où ?] en novembre 1853, ou encore la commande d’un fronton représentant La Chasse en mai 1855, pour la cour Visconti du palais du Louvre alors en pleine construction. Enfin, en septembre 1862, il effectue sa dernière commande par décision ministérielle du groupe en plâtre, Chèvre et chevreau. Il se présente également lors de différentes expositions ; au jardin d'acclimatation, avec des terres cuites, l'Exposition de la Société des amis des arts de Bordeaux, l'Exposition universelle de Metz sous le patronage de l'impératrice en 1861, et pour finir, l'Exposition universelle de 1862 à Londres.

### Les ventes publiques de 1849 à 1864
Entre les 3 et 5 juillet 1849, à la suite de difficultés financières importantes, Christophe Fratin organise à Paris la première vente publique sans droits de reproduction de 450 de ses modèles, ce qui atteste de la grande production de l'artiste entre 1831 et 1849. Cette vente de type tout à fait original pour l’époque, est la première d’une série de quatorze. Mais la vente se solde par un grand nombre d'invendus.
En 1850, Fratin part séjourner à Vétheuil, jusqu’en 1854. De là, il organise sa deuxième vente, qui se déroulera du 16 au 18 avril. Cette vente se compose principalement des modèles en bronze avec droits de reproduction, ce qui signifie donc que Fratin renonçait à l’exploitation de ces œuvres. Il est précisé au catalogue que ce sont les « œuvres complètes de l’auteur ». Elle est peut-être induite par l’espoir de commandes importantes et confirme la structure commerciale retenue par Fratin, qui préfère proposer ses œuvres en vente publique plutôt que d’ouvrir boutique comme Antoine-Louis Barye ou Pierre-Jules Mêne. En 1851, les invendus de 1850 sont proposés à nouveau dans les mêmes conditions.
À l’exception de quelques années de répit — dues aux commandes reçues — Christophe Fratin organisa ce type de vente chaque année. L’une d’entre elles, la septième, était la première constituée uniquement de terres cuites. Les autres ventes seront organisées sur un rythme annuel jusqu’à la mort de l’artiste le 17 août 1864 au Raincy :

« On annonce la mort d’un artiste des plus distingués, dont notre ville peut à bon droit s’en orgueillir : M. Fratin, statuaire, est décédé mercredi au Raincy.
Contemporain et émule de Barye, il avait contribué avec lui à créer cette école de statuaires qui dans la représentation plastique des animaux rivalise, pour ne pas dire plus, avec ce qui nous est resté de l’antiquité.
Fratin laisse après lui une œuvre immense ; doué d'une prodigieuse invention et ayant par une sorte de passion ou de furia pour le travail acquis une habileté de main sans pareille, sa production était incessante.
On peut voir au square de Montrouge un grand groupe où éclatent toute l’énergie et toute la puissance de ce talent, qui aimait mieux se faire petit que de rester un moment inoccupé.
Fratin est mort pour ainsi dire l’ébauchoir à la main. Âgé de 64 ans, il était encore d’une incroyable ardeur de création. »

— L'indépendant de la Moselle no 98 du 22 août 1864
S’ensuit sa 16e et dernière vente (posthume) les 20 et 21 décembre de cette année-là. Fratin est inhumé avec son épouse et son fils à Paris dans la 25e division du cimetière de Montmartre.

## Œuvres

### Salons et commandes publiques
- 1831 : no 2232, Fermer, cheval anglais de pur sang, et deux bouledogues jouant et un lévrier, modèles en cire.
- 1833 :
  - no 2563, Lévrier après le forcé, étude en plâtre ;
  - no 2564, Dogue à la chaîne, étude en plâtre ;
  - no 2565, Écorché de cheval, modèle en bronze.

- 1834 :

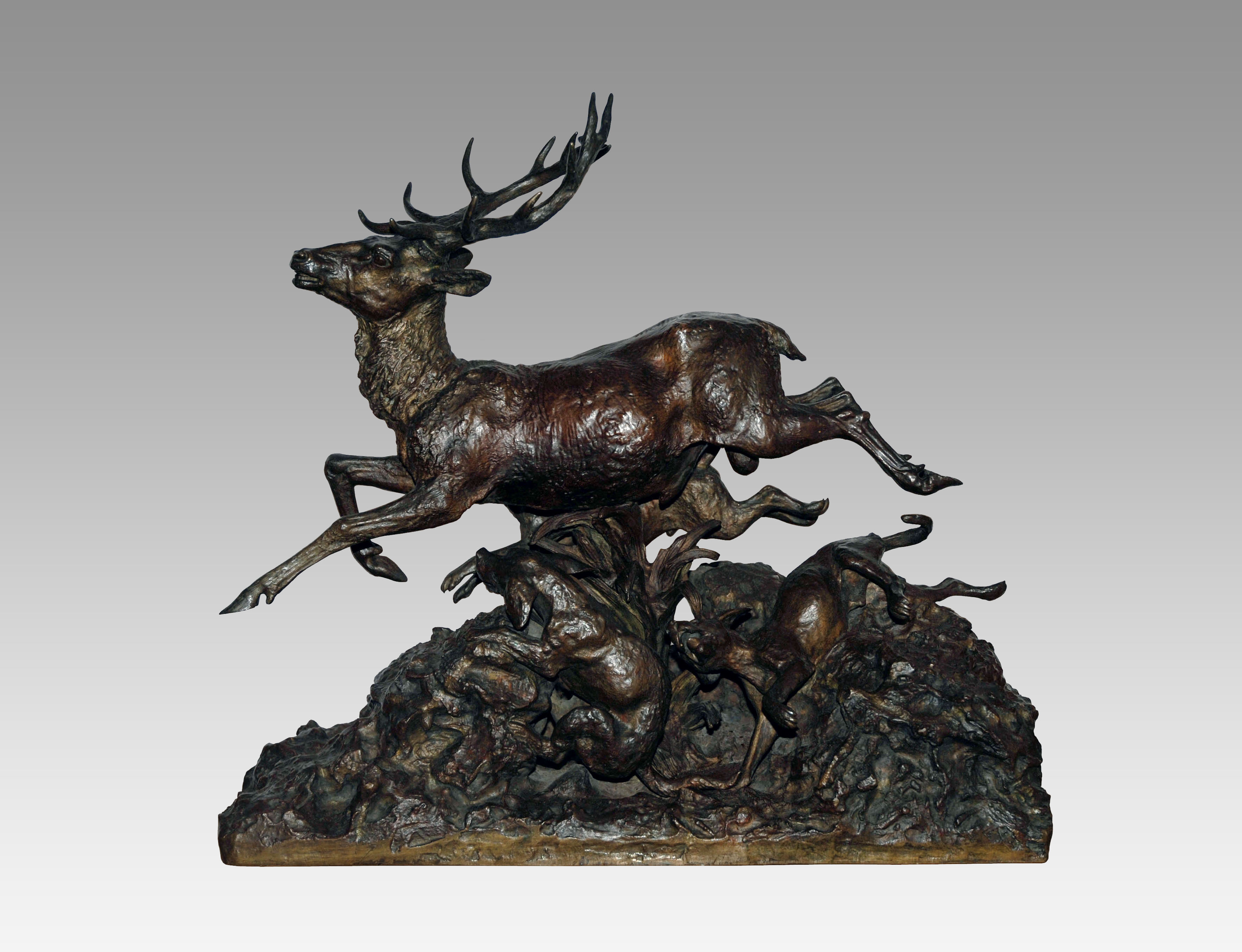
Attribué à Christophe Fratin, Cerf sautant le marais (scène de chasse, groupe), localisation inconnue.

  - no 2047, Cheval sauvage attaqué par un tigre, groupe ;
  - no 2048, Cerf du Canada forcé par des chiens, groupe ;
  - no 2049, Portrait de Félix, cheval de pur sang du haras de Viroflay ;
  - no 2050, Panthère tenant une gazelle, groupe en plâtre ;
  - no 2051, Vache morte que les loups vont dévorer, étude en plâtre.
- 1835 :
  - no 2250, Tigre terrassant un jeune chameau, groupe en bronze ;
  - no 2251, Lion dévorant un zèbre, groupe en bronze ;
  - no 2252, Éléphant tuant un tigre, groupe en bronze ;
  - no 2253, Lionne apportant une proie à ses lionceaux, groupe en bronze ;
  - no 2254, Cerf couché se léchant, en bronze ;
  - no 2255, Cheval mort, figure en bronze ;
  - no 2256, Rinbow, étalon appartenant à M. Rieussec, figure en bronze ;
  - no 2257, Taureau combattant des chiens, groupe en plâtre ;
  - no 2258, Trois chevaux, scène de haras, groupe en plâtre.
- 1836 :
  - no 1928, Lion entraînant une proie, groupe en bronze ;
  - no 1929, Tigre tenant une proie, groupe en plâtre ;
- 1837 : no 1927, Jument et son poulain, groupe en plâtre.
- 1839 : no 2204, Aigle et vautour se disputant une proie, groupe en bronze.
- 1842 : Pot à tabac, Hommage à Jean Nicot.
- Cheval pur sang (1850), bronze, Metz, Esplanade.1850 :

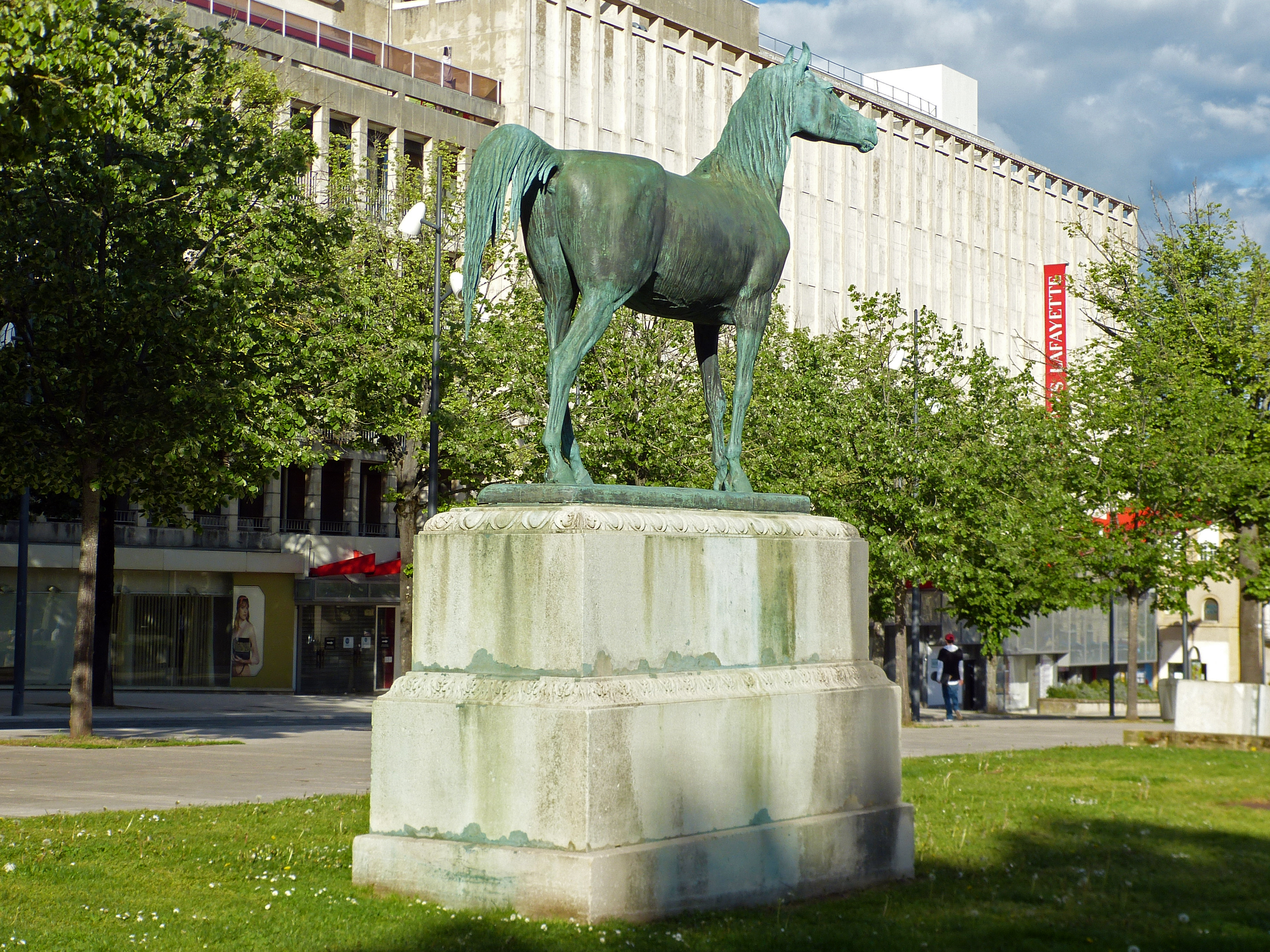
Cheval pur sang (1850), bronze, Metz, Esplanade.

  - no 3394, Cheval pur sang, bronze, Metz, Esplanade ;
  - no 3395, Deux cadres, têtes diverses ;
  - no 3396, Étude, terre cuite.
- 1851 : Lion dévorant un cheval, plâtre, ré-exposé au Salon de 1853 sous le no 1351, commande du ministère de l’État.
- 1852 :
  - no 1397, Le Triomphe de l’aigle, groupe en plâtre ;
  - Les Aigles, plâtre, commande de l’État.*

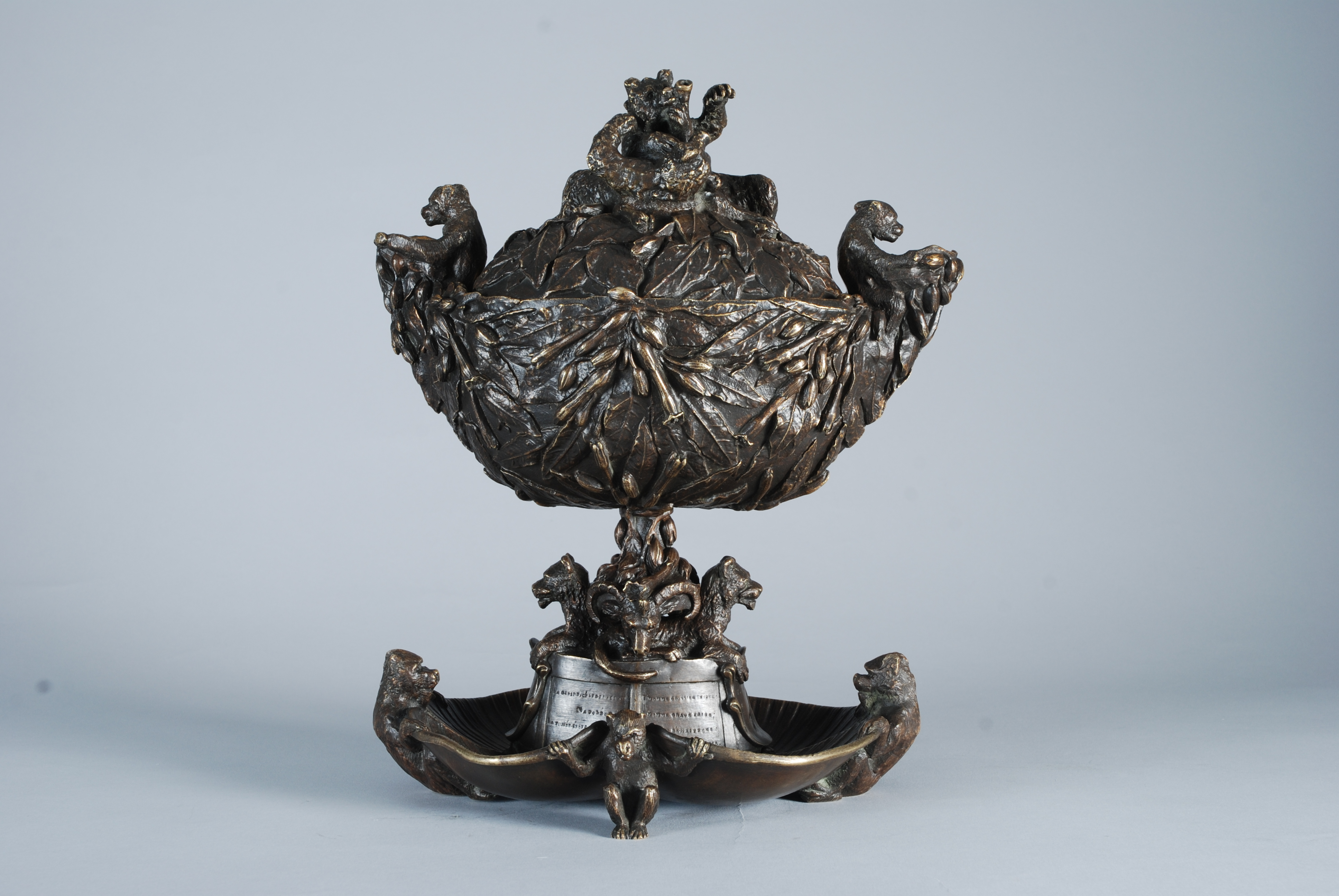
Attribué à Christophe Fratin, Grand porte-cigares, Tombeau à Jean Nicot, localisation inconnue.

- 1853 : no 1351, Cheval attaqué par un lion, groupe en plâtre.
- 1860 : Combat d’un lion et d’un tigre, groupe en plâtre, commande.
- 1861 :
  - no 3355, Cerf couché entendant la trompe ;
  - no 1122, Une scène dans l’amphithéâtre, Exposition universelle de Metz ;
  - Combat d’un lion et d’un tigre, donné au musée de Metz par le ministre d’État, Exposition universelle de Metz.
- 1862 : Chèvre et chevreau, groupe en plâtre, commande ministérielle.
- 1863 : no 2368, Cheval arabe, plâtre.

### Commandes privées
- 1839 :

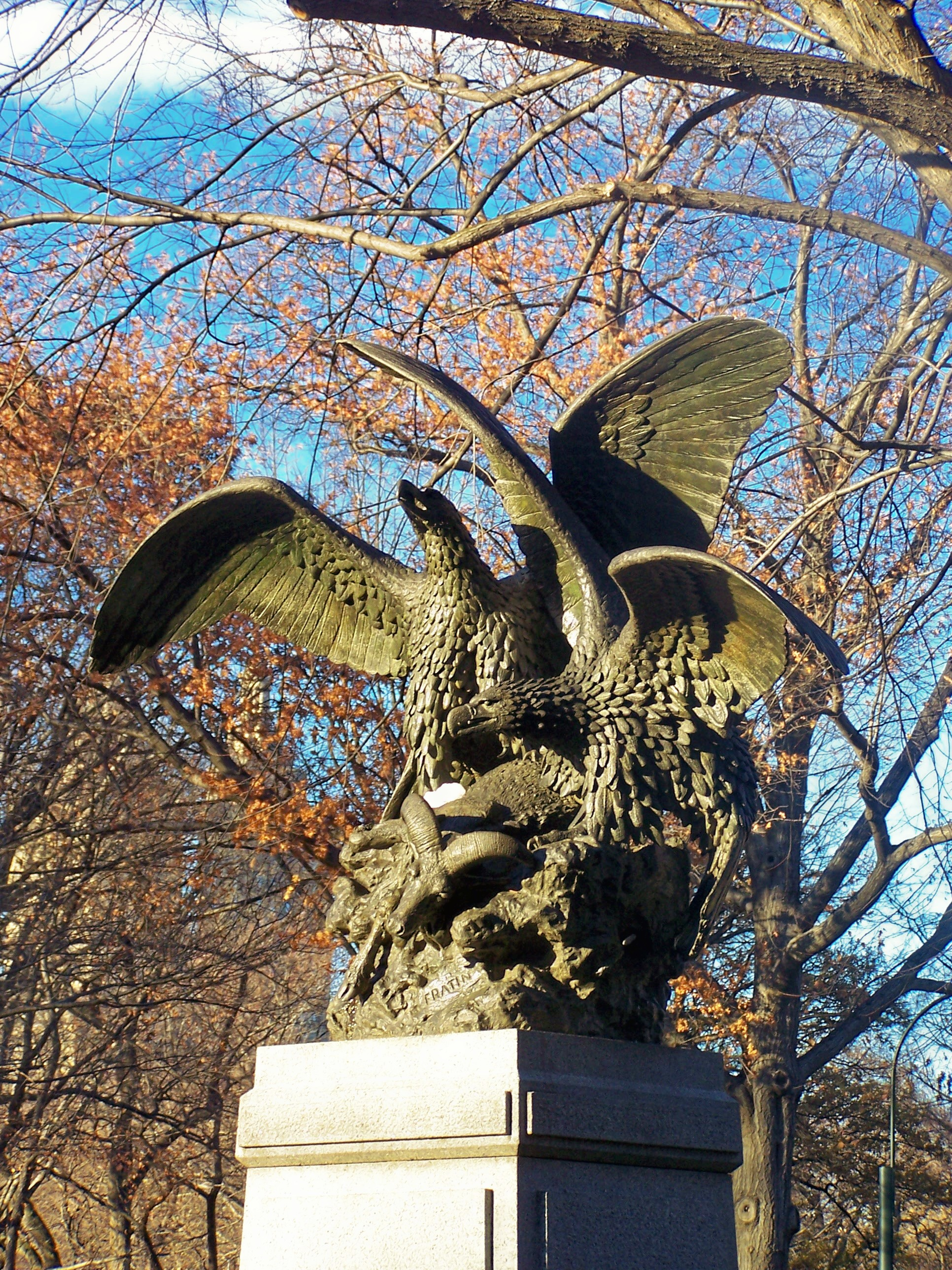
Deux Aigles gardant leur proie, New York, Central Park.

  - Aigle et vautour se disputant un chamois, bronze, château de Babelsberg ;
  - Combat entre un éléphant et un lion, bronze foncé, château de Babelsberg ;
  - Cerf poursuivi par des chiens, bronze brun clair, château de Babelsberg ;
  - Rhinocéros et tigre, bronze, château de Babelsberg ;
  - Cheval et panthère, bronze, château de Babelsberg ;
  - Aigle et vautour dévorant un cerf, bronze,1851, château de Babelsberg ;
  - Lions, extérieur, fronton, château de Dampierre ;
  - Consoles soutenues par des panthères, intérieur, château de Dampierre ;
  - Tony, cheval en bronze, musée de Compiègne, château de Dampierre ;
- 1850 :
  - Lion et Jeune chevreuil, deux groupes bronze, offerts par Louis-Philippe, Limonest, château de Sans-Souci, jardin sicilien.
  - Aigle et serpent, bronze, Limonest, château de Sans-Souci, jardin sicilien.
  - Deux aigles gardant leur proie, groupe en bronze, New York, Central Park.

Œuvres attribuées à Christophe Fratin
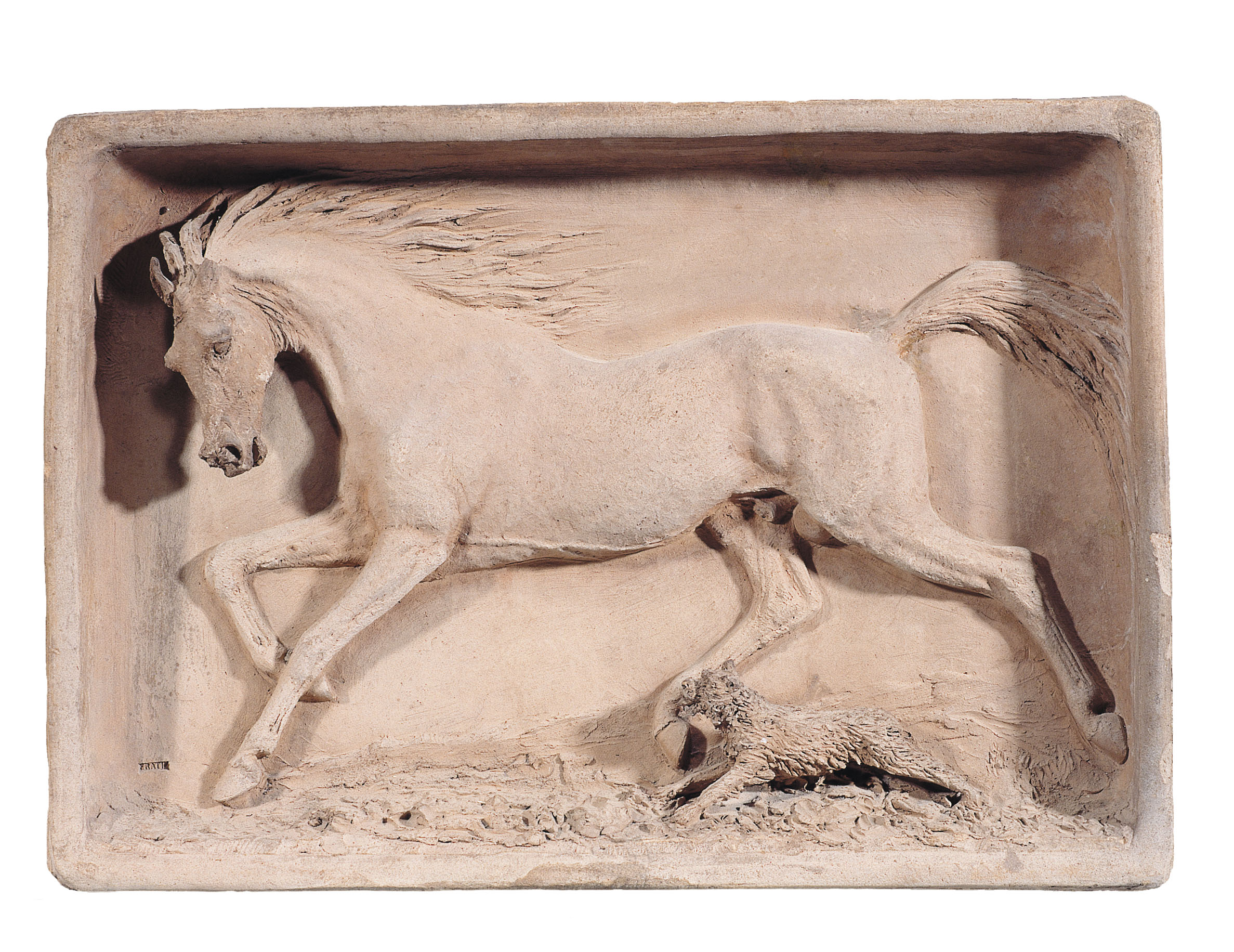
Cheval et Chien, localisation inconnue.
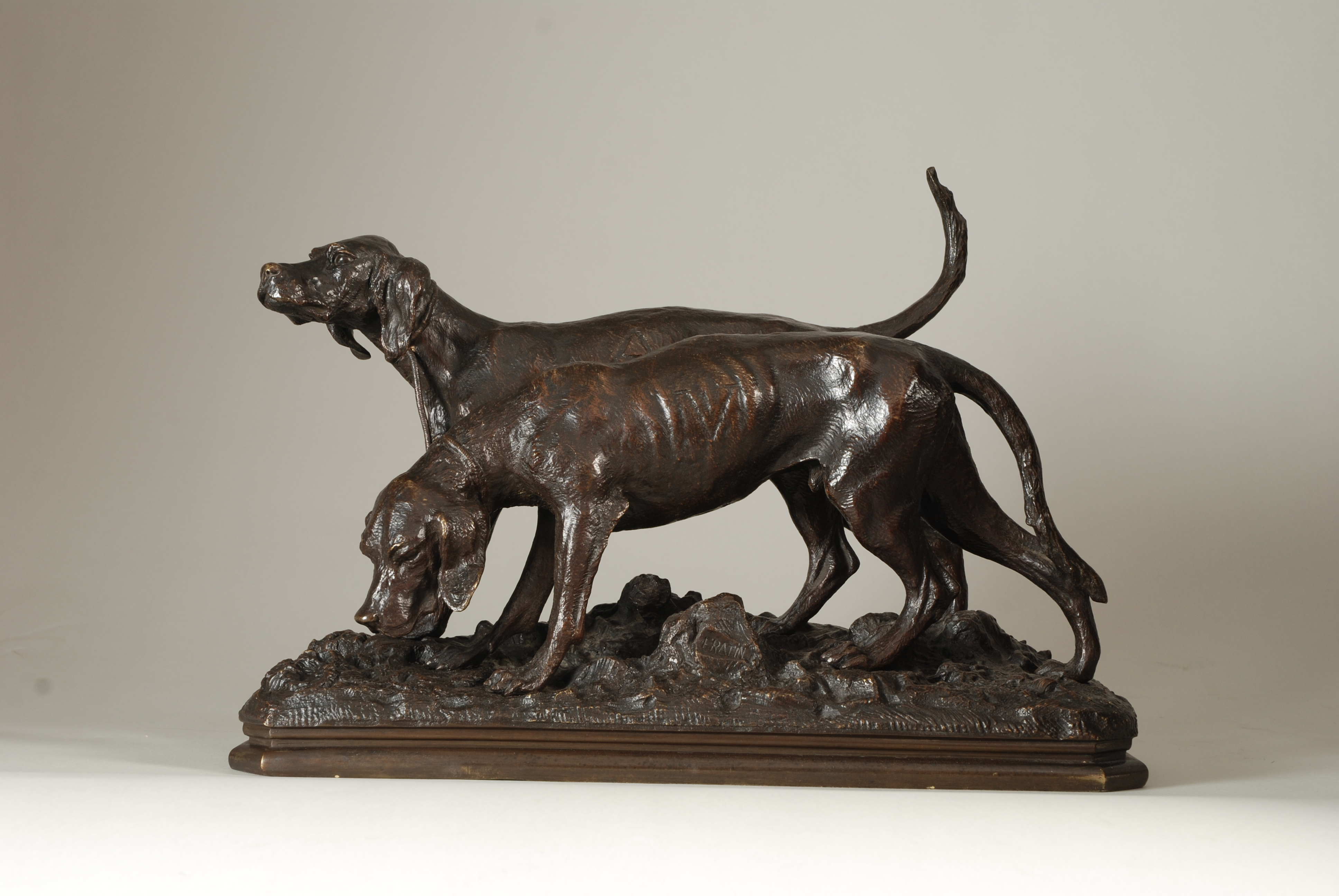
Chien de chasse, localisation inconnue.
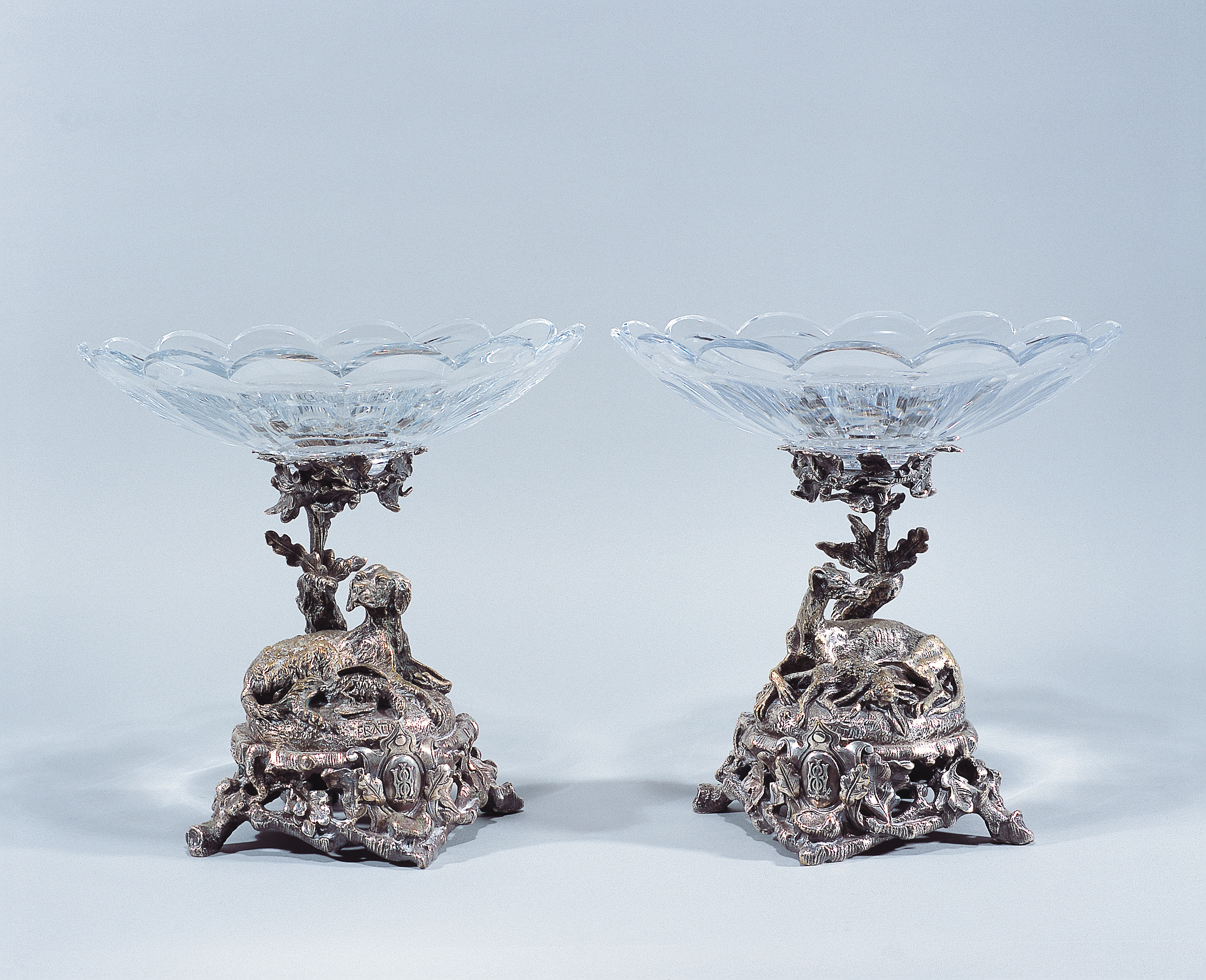
Paire de coupe décorative, localisation inconnue.
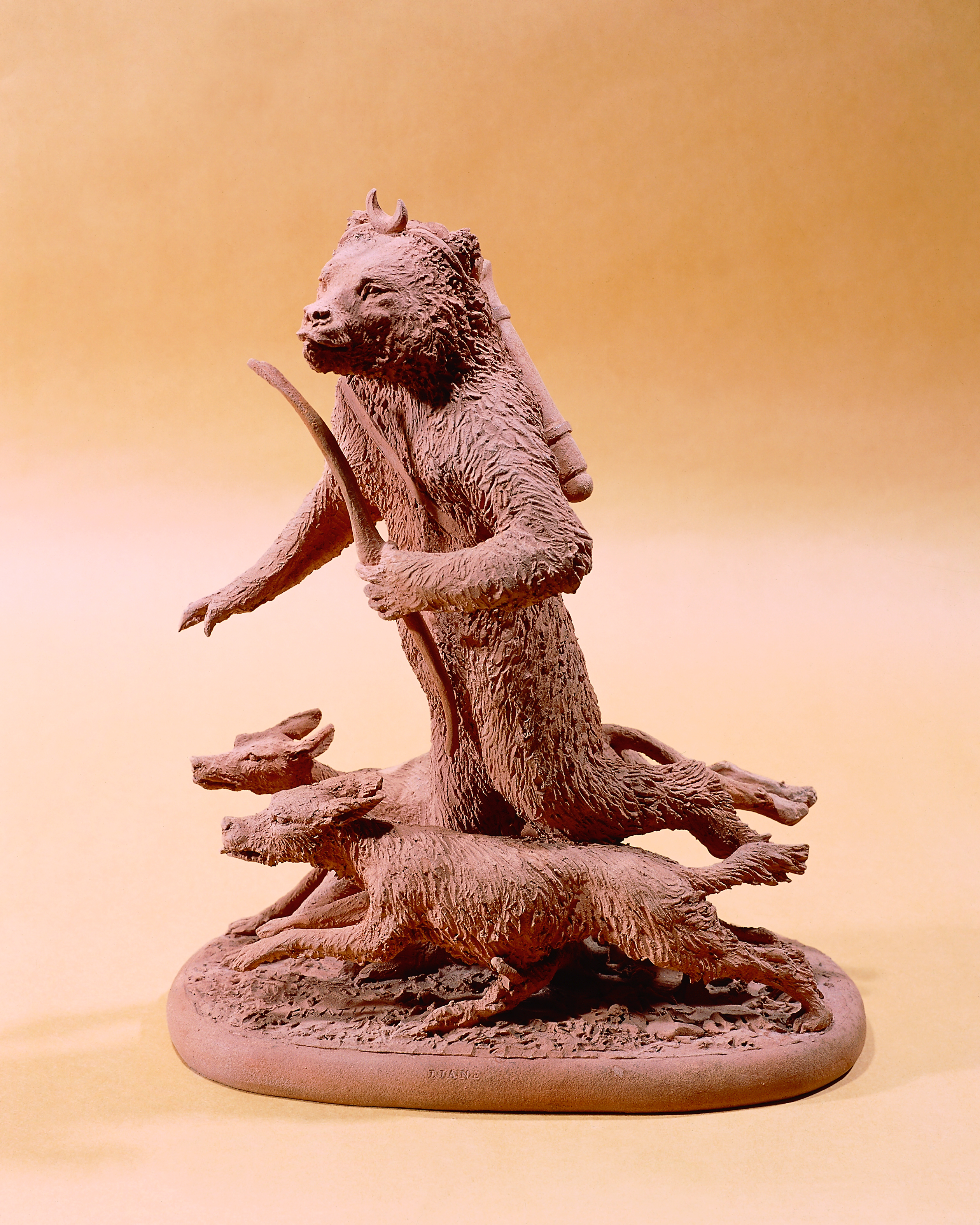
Diane, localisation inconnue.
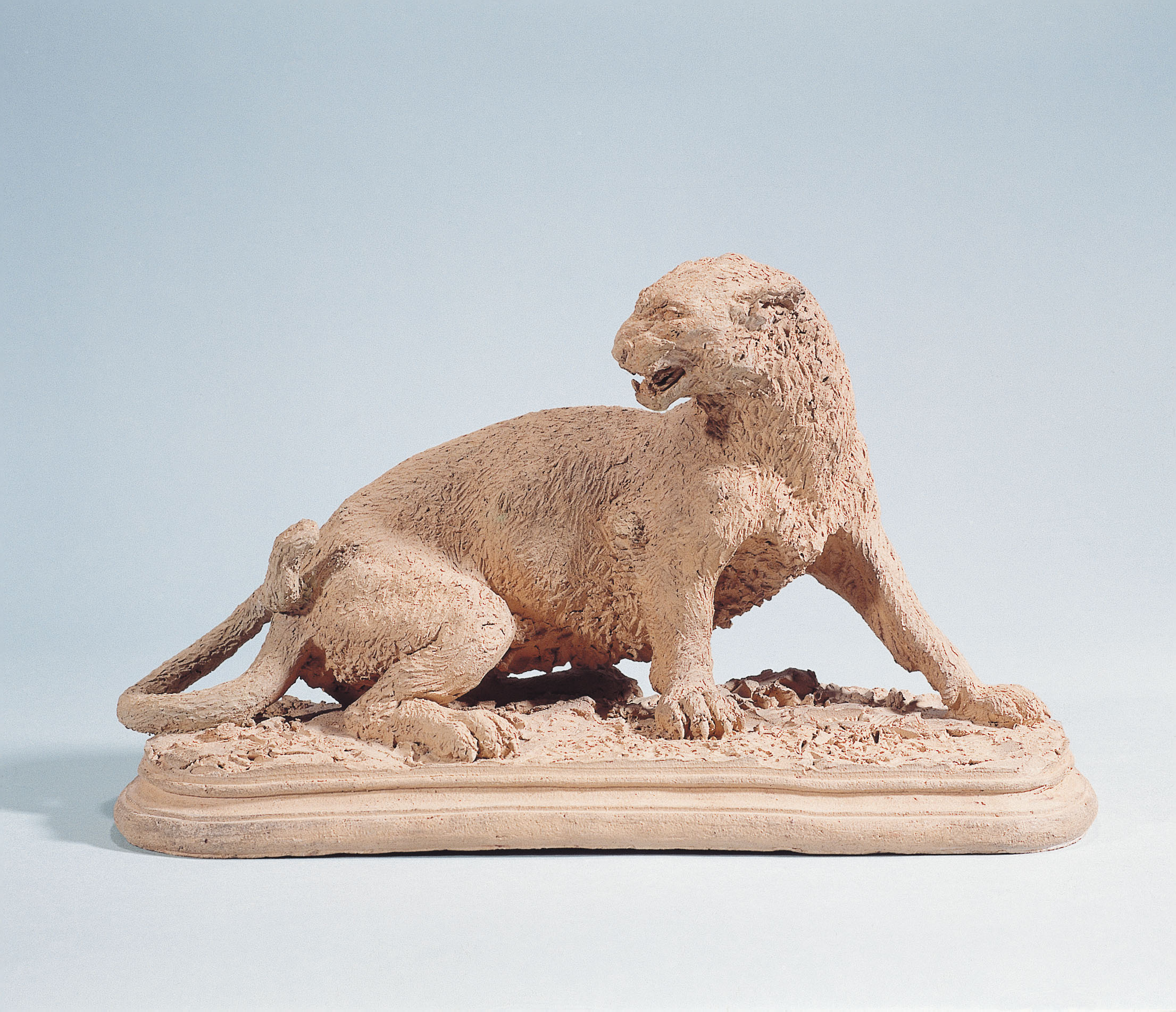
Jaguar grondant, localisation inconnue.
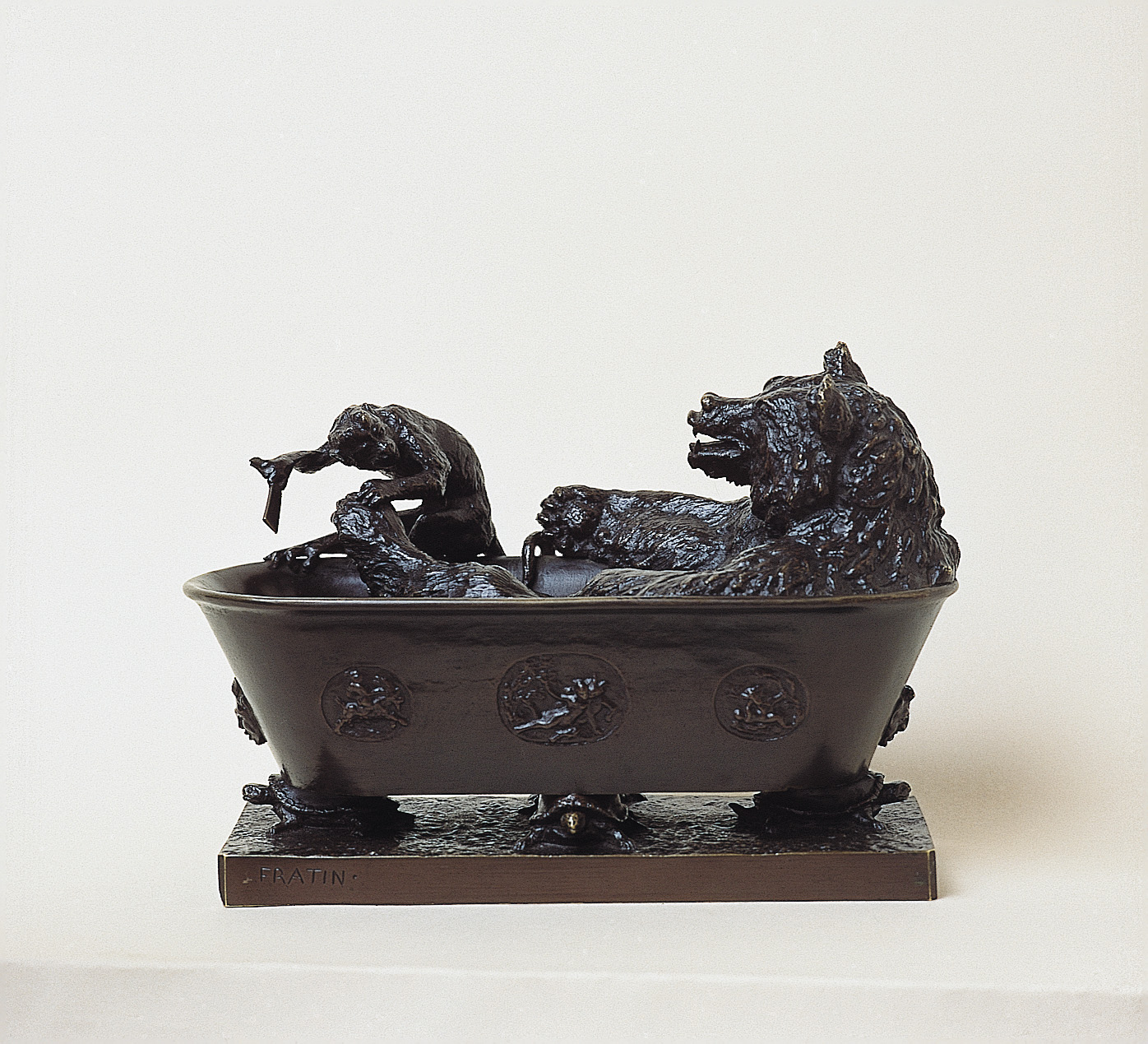
Ours et singe pédicure ou Ours dans sa baignoire, localisation inconnue.
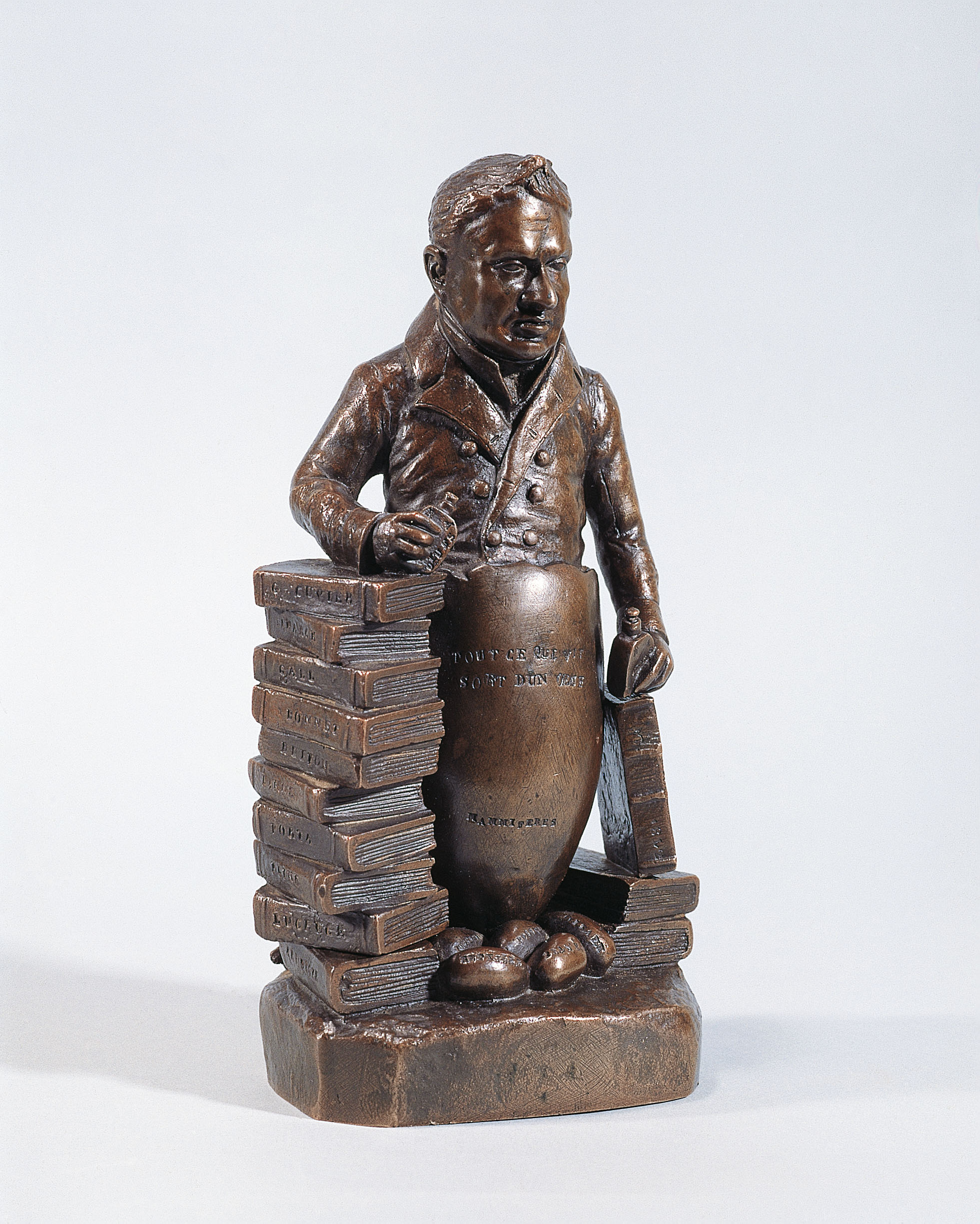
Tout ce qui vit sort d'un œuf, localisation inconnue.

## Hommage
Une rue du quartier de Plantières à Metz porte le nom de Fratin.

#### Monographies
- Jacqueline Bongon, Le sculpteur animalier Christophe Fratin, Essai sur sa vie et son œuvre, Le Raincy [sans indication d'éditeur], 1983.
- Michel Poletti, Alain Richarme, Fratin, Objets décoratifs & Sculptures romantiques, Paris, Éditions Univers du bronze, 2000.

#### Ouvrages généraux
- Pierre Kjellberg, Les bronzes du XIXe siècle, Dictionnaire des sculptures, Paris, Les éditions de l'amateur, 1987.
- Stanislas Lami, Dictionnaire des sculpteurs de l'École française au dix-neuvième siècle, t.II, Paris, 1916 ; rééd. Klaus Reprint, 1970.

#### Articles de presse
- « Animaux en plâtre, par M. Fratin », L'Artiste, t. VIII, 1833-1834.
- L'Artiste, t. IX, 1834, pp. 136-137.
- « De la sculpture et des bronzes de M. Fratin », L'Artiste, t. XI, 1834, pp. 46-47.
- « Animaux en bronze de M. Fratin, fondus par M. Quesnel », L'Artiste, t. XI, 1834, pp. 281-282.
- De Vaucher, « M. Fratin », Archives des hommes du jour, 1847.
- « Fratin », L'Artiste, t. II, 1er septembre 1864, p. 119.
- Jules Janin, « Fratin », L'Artiste, t. II, 1er octobre 1864, p. 166.